# 氐宿增一
氐宿增一（英語：Delta Librae，從δ Librae 拉丁化）是在星座天秤座的一顆變星。它與天秤座γ、室女座μ形成一個阿卡德語傳統名稱為「Zuben Elakribi」(南鰲)的變體之一，和日語月府的「Mulu-izi」（意思是「火人」）。
氐宿增一距離地球約300光年，主星A屬於光譜分類B9.5V，表明它是B型主序星。它的視星等為4.93，因此肉眼可見，並以−39公里/秒的徑向速度向太陽靠近。這是一個類似大陵五的食雙星恆星系統，週期為2.3274天，離心率為0.07。它的視星等在4.91m與5.9m之間變化。伴星B正在填充其洛希瓣，有證據表明過去有大規模的質量轉移，該伴星比主星演化得更快。
它與畢宿八（金牛座λ）由弗蘭克·施萊辛格（英語：Frank Schlesinger）於1911年觀察到，是最早發現其譜線因旋轉致寬的恆星。